# Tsubame gaeshi
Tsubame gaeshi (燕返し?) es una proyección de judo contenida en las 17 técnicas del shimmeiso no waza. Es comúnmente utilizada como reversión contra técnicas de ashi-waza. Su nombre es una referencia al movimiento creado por el espadachín Kojiro Sasaki.

## Ejecución
En este movimiento, el atacante (tori) se sitúa frente al oponente (uke) y agarra su brazo con una mano y su solapa con la otra. Entonces, cuando el oponente levanta una de sus piernas para cambiar de posición, el usuario empuja dicha pierna con la suya usando un pie para desequilibrar al rival y hacerle caer al suelo.